# Israelischer Scheibenzüngler
Der Israelische Scheibenzüngler (Latonia nigriventer, Syn.: Discoglossus nigriventer; hebräisch עֲגֻלָּשׁוֹן שְׁחוֹר-גָּחוֹן ʿAgullaschōn Schchōr-Gachōn, deutsch ‚Schwarzbauch-Rundzunge‘), auch Schwarzbäuchiger Scheibenzüngler, Hula-Scheibenzüngler oder Hula-Frosch genannt, ist ein Froschlurch aus der Familie Alytidae. Die extrem seltene Art kommt nur in der Chulaebene (Hulatal) im Norden Israels vor.
Heinrich Mendelssohn und Heinz Steinitz entdeckten den Frosch 1940 und beschrieben ihn 1943 wissenschaftlich. Nach 1955 gelangen jedoch keine Funde mehr, und aufgrund starker Lebensraumveränderungen ging man davon aus, dass die Art ausgestorben sei. Im November 2011 wurde sie jedoch überraschenderweise wiederentdeckt (vergleiche: Lazarus-Effekt) und wird seitdem intensiv wissenschaftlich untersucht und dokumentiert.

## Merkmale

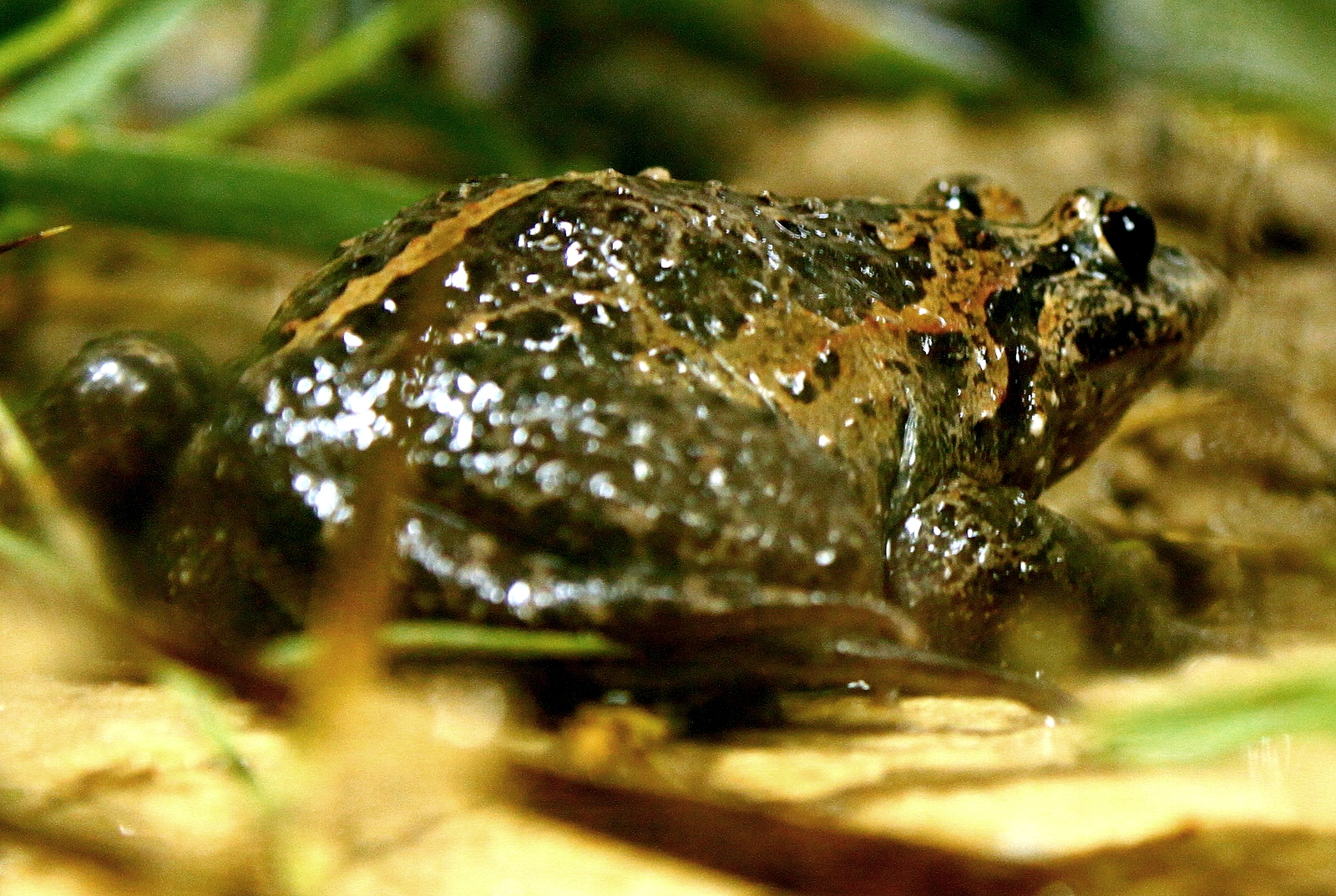

Der Israelische Scheibenzüngler ist ein kräftiger, innerhalb seiner Familie auffallend großer Froschlurch. Alte Exemplare können Kopf-Rumpf-Längen von über zwölf Zentimetern erreichen (Weibchen max. 128,4 mm, Männchen 121,4 mm), womöglich auch mehr. Der Kopf ist nach vorne abgeflacht und hat eine längere, mäßig zugespitzte, oberständige Schnauze, wobei die Nasenlöcher näher an der Schnauzenspitze als an den Augen liegen. Die etwas nach oben gerichteten Augen weisen quer-ovale bis herzförmige Pupillen auf. Die Vorderbeine sind kräftig und etwas länger als beispielsweise beim Gemalten Scheibenzüngler, die Hinterbeine sind eher kurz und gedrungen. Zwischen den Zehen der Hinterfüße sind Schwimmhäute ausgeprägt, vorne jedoch nicht. Die Färbung und Zeichnung der Oberseite wird von einem unregelmäßigen, marmorierten Fleckenmuster verschiedener Braun- und Rottöne bestimmt. Manche Exemplare deuten dabei auf der hinteren Rückenmitte einen helleren Längsstreifen an. Die dunkle bis schwärzliche Unterseite, auf die sich auch der wissenschaftliche Artname (nigriventer = schwarzbäuchig) bezieht, ist mit vielen weißen Punkten getüpfelt – ein markantes artspezifisches Merkmal. Dieses Fleckenmuster ist zudem individuell einzigartig und kann somit geeignet sein, um einzelne Exemplare wiederzuerkennen. Eine tiefe Querfalte am Hals kommt innerhalb der Alytidae nur bei dieser Art vor. Die Männchen entwickeln zur Paarungszeit Brunstschwielen an den Fingern; außerdem sind dann keratinisierte Partikel in der Hals- bzw. Brustregion zu bemerken. Verhornte Ränder der Schwimmhäute weisen manchmal auch weibliche Tiere auf. Ansonsten unterscheiden sich die Geschlechter äußerlich wohl kaum.
Die oberseits einheitlich braun gefärbten Kaulquappen werden maximal 26 mm lang und weisen eine stumpfe Schwanzspitze auf. Ihre Atemöffnung liegt mittig auf der Bauchseite – typisch für Vertreter der Familie Alytidae. Auch besitzen sie ungewöhnlicherweise doppelte Keratinzahnreihen. Frisch metamorphosierte Jungtiere sind zwischen 6 und 9 mm groß und damit in Relation zu Adulten sehr klein.

## Verbreitung und Lebensraum

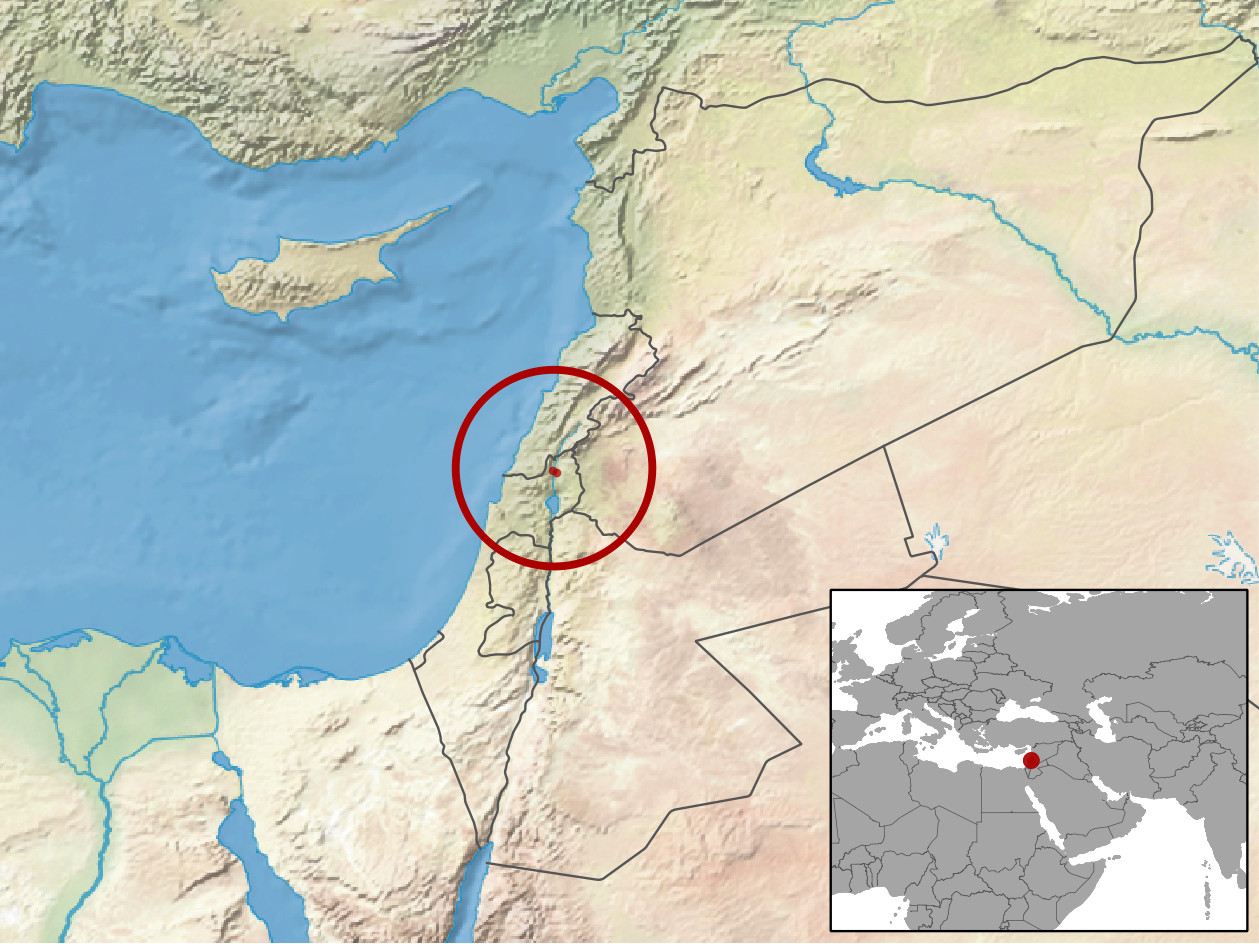
Übersichtskarte zur Verortung des Verbreitungsgebietes von Latonia nigriventer

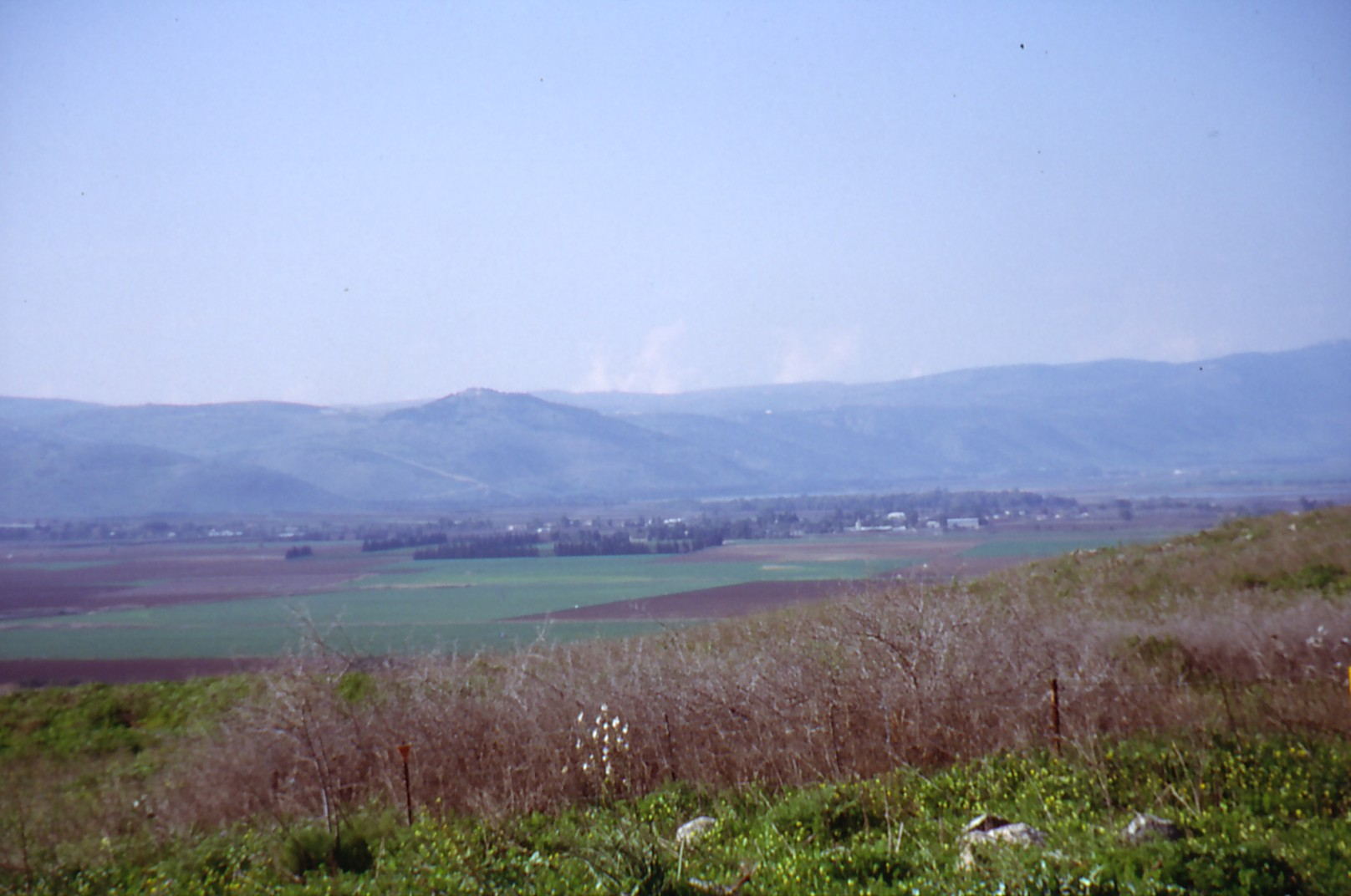
Die Chula- oder auch Hula-Ebene, einziges Verbreitungsgebiet und Lebensraum des Israelischen Scheibenzünglers – hier von den Golanhöhen aus betrachtet. Das Tal ist außerdem ein Zugvogel-Rastgebiet von herausragender Bedeutung

Der Israelische Scheibenzüngler kommt lediglich im nur wenige Quadratkilometer großen Areal des (ehemaligen) Hule-Sees im Norden Israels vor. Die Chulaebene (auch: Hula- oder Hule-Ebene) ist ein von Berg- und Hügelketten eingefasster Talabschnitt im nördlichen Jordangraben mit ehemals weiträumigen Feuchtgebieten. Infolge umfangreicher Trockenlegungsmaßnahmen zur Gewinnung landwirtschaftlicher Nutzflächen und zur Bekämpfung von Malaria in den 1950er Jahren verblieben nur noch stark veränderte Reste der Sumpfbiotope um den dortigen Hule-See. 
In diesem Bereich hat die Art ihr endemisches Verbreitungsgebiet auf 65 m über Meereshöhe, wo Kanäle, Gräben, Stillgewässer und deren Umfeld bewohnt werden. Zunächst war nur ein einzelner Teich als Fundort bekannt gewesen. Inzwischen konnten aber in weiteren Gewässern Artnachweise geführt werden, oft allerdings nur mithilfe von „Umwelt-DNA“-Analysen von Wasserproben. Mit klassischen feldherpetologischen Nachweismethoden erweisen sich Hula-Frösche dagegen weiterhin als schwierig zu erfassen. Neben dem Chula-Naturreservat sind vereinzelte Fundpunkte auch etwas außerhalb der Schutzgebietsgrenzen lokalisiert, so etwa in einem Graben beim Dorf Yesod HaMa’ala, einen Kilometer südöstlich des Reservates.
Der Froschlurch besiedelt sowohl aquatische als auch umliegende terrestrische Habitate innerhalb der Hule-Sümpfe. Individuen wurden in Falllaubstreu auf torfigen Böden gefunden, in dichtem Brombeerdickicht, in Röhrichten und zwischen Feigenbäumen, ferner unter trocknenden Grasbüscheln sowie in Kleinsäugerbauten und ufernahen Grablöchern der Süßwasserkrabbe Potamon potamios. Eine zentrale Rolle spielen im Habitatspektrum von Latonia nigriventer aber ausdauernd wasserführende Gewässer. Dabei deutet sich inzwischen an, dass eine hohe Phosphatbelastung im Gewässer der Anwesenheit der Art abträglich ist, ebenso wie offenbar das Auftreten von Blutweiderich ihre Nachweiswahrscheinlichkeit verringert. Dagegen scheint das Vorhandensein von Schilfrohr sowie der Heusenkraut-Art Ludwigia stolonifera eher positiv mit einem Vorkommen dieser Frösche verbunden zu sein.

## Lebensweise
Soweit bisher bekannt, ist der Israelische Scheibenzüngler wohl mehr oder weniger ganzjährig aktiv und dabei vor allem nachts unterwegs. Als Laichzeit wird aufgrund indirekter Indizien (u. a. Funde von Weibchen im Gewässer) ein langer Zeitraum zwischen Mitte Februar und Mitte September angenommen; Jungtiere wurden zwischen November und März gefunden. Man geht von einer relativ hohen individuellen Lebenserwartung aus. Wie bei allen Amphibien werden als Nahrung lebende Wirbellose erbeutet und im Ganzen geschluckt; Kannibalismus soll (bei Terrarienhaltung) auch schon mal beobachtet worden sein. Beide Geschlechter sind zu Lautäußerungen fähig. Das gilt zumindest für sogenannte Befreiungsrufe – die aber so ähnlich klingen wie die nur von Männchen geäußerten Paarungsrufe. Für das menschliche Gehör sind die recht leisen Rufe in natürlicher Umgebung nur schwer wahrnehmbar. Der Amplexus bei der Paarung geschieht in der Leistengegend des Weibchens; es werden wahrscheinlich mehrere Gelege von Laichportionen an Steine, Wasserpflanzen oder den Gewässergrund geheftet. Die unscheinbaren Kaulquappen dürften eine mehrmonatige Zeitspanne aquatisch verbringen, bevor die Metamorphose erfolgt.

## Vermeintlich ausgestorben und wiederentdeckt
Zwischen der Entdeckung Anfang der 1940er Jahre und dem vermuteten Aussterben der Art nach 1955 waren lediglich fünf Exemplare (zwei Weibchen, ein Jungtier und zwei Kaulquappen) gesichtet worden. Im Zuge der intensiven landwirtschaftlichen Nutzung der Chulaebene wurden die Marsch- und Sumpfgebiete zwischen 1951 und 1958 bis auf kleine Reste trockengelegt. Dies führte zur weitgehenden Zerstörung des Lebensraumes und damit zum Rückgang dieser Froschart. Nachdem sie lange Zeit nicht mehr nachgewiesen werden konnte, wurde sie 1996 von der IUCN in der Roten Liste offiziell in der Kategorie „Ausgestorben“ geführt.
Im Jahr 2000 berichtete ein Wissenschaftler der libanesischen Naturschutzorganisation „A Rocha Lebanon“, er habe in den Aammiq-Sümpfen, einem Naturreservat südlich der Bekaa-Ebene im Libanon, einen Frosch gesehen, auf den die Beschreibung von Discoglossus [Latonia] nigriventer zutreffe. Zwei libanesisch-französisch-englische Expeditionen in den Jahren 2004 und 2005 brachten jedoch kein Ergebnis über die weitere Existenz dieses Froschlurches.
Am 15. November 2011 entdeckte ein Mitarbeiter der Israelischen Park- und Natur-Behörde (IPNA, Israel Park and Nature Authority) im mittlerweile teilweise wiedervernässten Chula-Naturreservat ein weibliches Exemplar der verschollen geglaubten Spezies; zwei Wochen später wurde ein weiteres Tier bemerkt. Inzwischen gibt es Pläne, weitere Teile der Chulaebene zu renaturieren und das ursprüngliche Sumpfhabitat wiederherzustellen, um ein Überleben des Israelischen Scheibenzünglers sicherzustellen.
Eine populationsgenetische Untersuchung anhand von 125 gefangenen und beprobten Exemplaren ergab mittlerweile eine recht hohe genetische Variabilität und geringe Inzucht, was angesichts des extrem kleinen und isolierten Verbreitungsgebietes sowie der geringen Gesamtzahl an Individuen eine positive und im Hinblick auf die Überlebenswahrscheinlichkeit der Art wichtige Erkenntnis ist. Nichtsdestotrotz handelt es sich um eine der seltensten Amphibienarten weltweit. Die IUCN stuft sie nun – wieder – als „Vom Aussterben bedroht“ ein.

## Systematik, „lebendes Fossil“
Der Hula-Frosch wurde nach morphologischen Merkmalen zunächst der Gattung der Scheibenzüngler (Discoglossus) zugeordnet, die vorwiegend in Ländern und auf Inseln im westlichen Mittelmeerraum Europas und Nordwestafrikas vorkommt. Neuere Untersuchungen auf genomischen und osteologischen Grundlagen kamen jedoch zu dem Ergebnis, dass er sich von den Scheibenzünglern signifikant unterscheidet und vielmehr nahe mit den seit etwa einer Million Jahren ausgestorbenen Latonia-Riesenfröschen verwandt ist, die vom Oligozän bis zum Pleistozän in Europa heimisch waren (vergleiche: Latonia seyfriedi). Deren Abtrennung von den Vorfahren der heutigen Discoglossus-Arten hatte vor mindestens 19 Millionen Jahren stattgefunden. Es zeigte sich also, dass diese vermeintlich Jahrzehnte zuvor ausgestorbene Froschart nicht nur doch noch vorhanden war, sie entpuppte sich zur Überraschung der Forscherinnen und Forscher zudem als lebendes Fossil und einzige rezente Vertreterin einer Gattung. Anders als die anderen „Riesenfrösche“ hatte der Israelische Scheibenzüngler im ostmediterranen Raum bis in die Gegenwart überdauert. Der valide wissenschaftliche Name der Art lautet nun seit 2013 Latonia nigriventer.